# Federal Housing Administration
Pour les articles homonymes, voir FHA.
La Federal Housing Administration (FHA) (en français : « Administration fédérale du logement ») est une agence gouvernementale américaine créée en 1934 par le National Housing Act promulgué sous Roosevelt.

## Objectifs généraux
Les objectifs de l'organisation sont divers : améliorer les conditions de logement, fournir un système de financement adéquat pour le logement grâce à des prêts immobiliers et des assurances et, enfin, stabiliser le marché hypothécaire. L'objectif de l'agence était de mettre fin aux nombreuses saisies hypothécaires des banques sur les maisons familiales, tout en redynamisant le marché de l'immobilier, en berne depuis le début de la Grande Dépression.
Alors qu'avant le krach de 1929, le gouvernement fédéral avait une intervention très limitée en matière d'urbanisme, celle-ci augmenta dans les années 1930. La FHA fut de loin l'acteur le plus important dans le réseau institutionnel alors créé, qui comprenait des agences comme le Federal Home Loan Bank Board (en) (1932), la Home Owners Loan Corporation (1933), la United States Housing Authority (1937) et la Federal National Mortgage Association (1938, plus connue sous le nom de « Fanny Mae »).

## Activités durant l'entre-deux-guerres
Durant l'entre-deux-guerres, la FHA était fortement influencée par les thèses de l'école de Chicago, notamment en ce qui concerne la découverte prétendue de lois sociologiques concernant le développement urbain. Elle publie en 1939 un document important, The Structure and Growth of Residential Neighborhoods in American Cities, rédigé par Homer Hoyt (en), « économiste principal au logement » et psychologue de l'Université de Chicago. Jusqu'aux années 1960, des manuels de la FHA reprenaient certaines des analyses de ce document et d'autres émises par les sociologues de l'école de Chicago. Le supérieur de Hoyt, Ernest Fischer, « conseiller économique » de l'agence, avait également écrit un rapport sur la croissance urbaine s'inspirant des modèles de l'école de Chicago.
L'agence assurait contre le non-remboursement des prêts les organismes privés finançant la construction et l'entretien de logements, avec comme seule condition le respect de normes minimales concernant la construction et la planification urbaine. Elle systématisa et légitima des critères utilisés par les banques, exerçant une influence au-delà de sa seule activité directe. Cette action eut un succès important: elle stimula l'activité du BTP et permit l'accession à la propriété des classes moyennes, en réduisant de façon importante la quantité de fonds propres à apporter afin d'obtenir un prêt immobilier.

### Le «redlining» et les pratiques de ségrégation
Néanmoins, en se fondant sur les critères de l'école de Chicago, l'agence avait aussi en tête un schéma déterministe, fondé sur un évolutionnisme unilinéaire, du développement urbain: celui-ci allait du centre (downtown) à la périphérie, les classes aisées s'éloignant en premier et les logements du centre devant nécessairement, selon ce schéma, perdre de la valeur. Elle prenait en compte non seulement les caractéristiques propres des quartiers, mais les caractères psychologiques des habitants. Ceci l'amena à favoriser l'étalement urbain ainsi que la discrimination raciale à une époque où la ségrégation raciale était officielle et inscrite dans la loi, et considérée comme inéluctable, dans sa composante spatiale, par la FHA. Les manuels de la FHA demandaient ainsi aux banques de ne pas financer de prêts concernant des zones habitées par des « groupes raciaux non-harmonieux », considérant que ces zones allaient inévitablement perdre de la valeur.
Par exemple, il suffisait qu'une famille noire s'installe dans un quartier pour qu'elle classifie celui-ci d'« îlot noir ». De même, elle soutint tacitement les « conventions restrictives (en) », ces clauses inscrites dans les actes notariés et interdisant aux Noirs d'habiter des immeubles financés par la FHA, à l'exception des domestiques. La FHA favorisait aussi ces procédés de « redlining » en refusant d'accorder des prêts hypothécaires pour acheter downtown, ce qui aurait permis de revaloriser les centres urbains.
La FHA mit fin à ces pratiques en 1950, deux ans après que la Cour suprême les eût déclarées anti-constitutionnelles. En 1968, le Congrès vota le Fair Housing Act interdisant toute discrimination raciale dans la planification urbaine.

## La FHA depuis les années 1960
Avec le mouvement des droits civiques des années 1960 et le projet de « guerre contre la pauvreté » de Lyndon Johnson, la FHA fut contrainte d'augmenter l'aide apportée aux secteurs défavorisés, alors qu'elle favorisait auparavant, via la stratégie du filtrage, les prêts hypothécaires aux plus riches, pensant ainsi libérer leurs logements pour des classes plus modestes. Cette stratégie allait de pair avec un conservatisme budgétaire important, et fut un échec marquant dans sa capacité à soutenir les classes moyennes et défavorisées.
À partir des années 1960, cette stratégie fut cependant modifiée, sous l'influence de l'amendement de 1961 au National Housing Act (section 221), qui subventionnait des prêts à intérêt réduit pour les logements en location assurées par la FHA; de l'Affirmative Action Marketing Regulation du 5 janvier 1972 qui assignait à la FHA le rôle de faire appliquer le Civil Rights Act de 1968. De nombreux emprunts n'ayant pas été remboursés, l'agence devint propriétaire de secteurs importants des downtowns. À la suite de ce désastre financier, la FHA s'orienta de nouveau vers les pratiques du marché, s'alignant sur les critères des banques. De même que les banques, elle maintint alors les pratiques de « redlining », ayant des effets de ségrégation raciale sous le prétexte de critères économiques de marché. Ces pratiques furent interdites par le Community Reinvestment Act.
Bien que ses statuts aient évolué au fil des années, l'organisme existe toujours en 2008 et il dépend depuis 1965 du département du Logement et du Développement urbain des États-Unis. Avec le début de la crise des subprimes, la FHA devint, avec Fanny Mae et Freddie Mac, un des fournisseurs les plus importants de financement hypothécaire.